# Canonici regolari di Sant'Agostino confederati
I canonici regolari di Sant'Agostino confederati (in latino Sacer et Apostolicus Ordo Canonicorum Regularium Sancti Augustini, sigla C.R.S.A.) sono un ordine religioso cattolico rientrante nel ramo dei canonici regolari.
Più precisamente sono una confederazione di alcune congregazioni di canonici regolari che seguono la regola di Sant'Agostino. La confederazione è stata costituita da papa Giovanni XXIII con la lettera apostolica Caritatis Unitas del 4 maggio 1959, in occasione del novecentesimo anniversario della convocazione del sinodo Lateranense da parte di papa Niccolò II, che aveva promosso la vita comune per il clero.
Nel 1959 la confederazione raggruppava quattro congregazioni:
- Canonici regolari della Congregazione del Santissimo Salvatore lateranense
- Canonici regolari della Congregazione lateranense austriaca
- Canonici regolari della Congregazione ospedaliera del Gran San Bernardo
- Canonici regolari della Congregazione svizzera di San Maurizio di Agauno

In seguito si aggiunsero i seguenti:
- Canonici regolari di Sant'Agostino della Congregazione di Windesheim
- Canonici regolari della Congregazione dell'Immacolata Concezione
- Canonici regolari della Congregazione di Maria Madre del Redentore
- Canonici regolari della Congregazione dei Fratelli della vita comune
- Canonici regolari della Congregazione di San Vittore

La confederazione è retta da un abate primate, eletto ogni sei anni dai rappresentanti delle varie congregazioni.